# 구로카와 다카야
구로카와 다카야(일본어: 黒河 貴矢, 1981년 4월 7일 ~ )는 일본의 전 축구 선수이다.

## 구단 경력
2000년 J1리그의 시미즈 에스펄스에 입단했다. 2005년까지 53경기에 출전, 2001년에 천황배 우승을 차지했다. 2006년부터 2007년까지 도쿄 베르디, 제프 유나이티드 지바, 일본 축구 전문학교에서 뛰었다. 2008년 알비렉스 니가타로 이적했다. 2016년후 현역 은퇴.

## 국가대표팀 경력
그는 2001년 FIFA 세계 청소년 축구 선수권 대회에 참가할 일본 U-20 국가대표팀에 선발되었으나 경기에 출전하지는 못하였다.
2002년 아시안 게임에 참가할 일본 U-23 국가대표팀에 선발되었으나 경기에 출전하지는 못하였다. 2004년 하계 올림픽 국가대표팀에도 선발되었으나 경기에 출전하지는 못하였다. 